# Galactic Pinball
Galactic Pinball es un videojuego que fue lanzado para la consola Virtual Boy de Nintendo. Era un pinball clásico con la posibilidad de utilizar varias mesas que tratan de distinta temática. El juego guarda gran parecido y estilo con el clásico pinball realizado por Nintendo para la NES.

## Sistema de juego
El juego se basa en el clásico sistema de juego de pinball a través de cuatro mesas inspiradas en el mundo planetario comenzando inicialmente con cinco bolas. El sistema de control se basa en dos botones para cada "flipper" mientras que también disponemos de otro botón para lanzar la bola al comienzo y otro botón para vibrar la mesa. El juego permite almacenar nuestro resultado en la mesa pudiendo después verlos en la opción "score" donde se almacenan nuestros mejores resultados en cada mesa.

## Mesas
Galactic Pinball consta de cuatro mesas, cada una con distintos elementos y objetivos.

### Colony
Una de las características más interesante de la mesa Colony es un minijuego donde el jugador dispara a varios meteoritos utilizando la visión 3D que le da al jugador una perspectiva interesante de disparo en tres dimensiones.

### UFO
En UFO, la mesa inicialmente empezó con un OVNI en la parte de arriba de la mesa, el cual vuela a través del espacio revelando distintos objetivos que abren dos agujeros que los jugadores pueden temporalmente conseguir bolas y acceder a bonus como los postes y contragolpes centrales.

### Alien
En Alien, después de conseguir meter una bola en la mansión del Alien, el alien aparecerá, y podemos darle ganando puntos.

### Cosmic
Cosmic es una clásica mesa de pinball que tiene un tercer flipper y una rampa desde la cual puedes acceder a varios "bumpers". También tiene un planeta rotatorio con un agejero a través el cual el jugador puede intentar meter para conseguir bonus. Además, se encuentra en el centro un meteorito el cual entorpecerá nuestros tiros. juego excelente-.

## Crítica
- Cuando el juego fue lanzado, obtuvo una puntuación de 6.0 de 10 de la editora Famitsu.

- Datos: Q3090756